# Conophytum armianum
Conophytum armianum är en isörtsväxtart som beskrevs av S. Hammer. Conophytum armianum ingår i släktet Conophytum, och familjen isörtsväxter. Inga underarter finns listade i Catalogue of Life.